# Arctia impunctata
Arctia impunctata là một loài bướm đêm thuộc phân họ Arctiinae, họ Erebidae.